# Nova Hreblea, Prîlukî
Nova Hreblea (în ucraineană Нова Гребля) este localitatea de reședință a comunei Nova Hreblea din raionul Prîlukî, regiunea Cernihiv, Ucraina.

## Demografie
Componența lingvistică a localității Nova Hreblea
     Ucraineană (97,56%)
     Rusă (2,44%)
Conform recensământului din 2001, majoritatea populației localității Nova Hreblea era vorbitoare de ucraineană (97,56%), existând în minoritate și vorbitori de rusă (2,44%).